# شاپن
شاپن (به آلمانی: Schapen) یک شهر در آلمان است که در امسلاند واقع شده‌است. شاپن ۲٬۴۷۲ نفر جمعیت دارد.